# Pesel
Pesel (süddithmarsisch Pisel, altfriesisch pisel, dänisch Pisel, mittelhochdeutsch phiesel, niederdeutsch pisel, pesel) war eine Bezeichnung für einen Raum im Haus, der dem Aufenthalt von Frauen vorbehalten war. Sie entstammt dem mittellateinisch pisales, pisalis.

## Wortherkunft

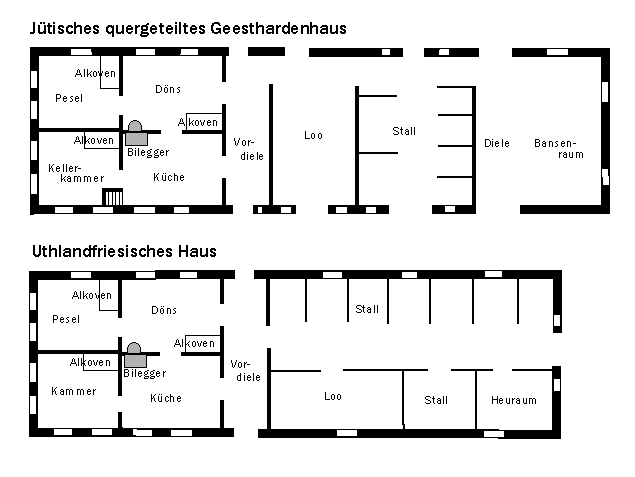
Grundrisse von Bauernhäusern mit Pesel

Charles du Fresne, sieur du Cange gab für das Wort Pesel folgende Erklärung:

“vox autem formata est aux latino pensile, i locus, in quo pensa trahunt mulieres.”

„das Wort ist aus dem lateinischen pensile gebildet, ein Ort, an dem die Frauen ihr Pensum wiegen“

Damit wäre etymologisch die ursprüngliche Nutzung als Spinnstube gemeint. Wilhelm Wackernagel folgte dieser Herleitung von pensum, fügte aber hinzu:

„Anzunehmen als Grundlage für phesal phiesal phisal […] die mittellat. pisalis piselis pisele piselum und das altfranz. poisle poêle; mit Tilgung des n und Zurückziehung des Accentes […] entstanden aus pensale von pensum: eigentlich Arbeitsraum der Weiber und deshalb ein heizbarer Raum.“

Daraus leitet sich ein heizbares Frauengemach ab, da französisch poêle, poile (Ofen, Stube) meint. Durch diese Erklärung Wackernagels wurden viele lexikalische und archäologische Abhandlungen über den Pesel beeinflusst, so dass Sprachforscher davon ausgingen, dass Pesel mit geheizter Raum gleichzusetzen ist. Otto Lauffer bekräftigte ausdrücklich, es sei:

„für die richtige Beurteilung wichtig, hervorzuheben, daß der Pesel seinem sprachlichen Ursprung nach nur ein Arbeitsgemach für Frauen bedeutet, gleichgültig ob mit oder ohne Heizung“

## Nutzung
Für die Nutzung des Pesels in einem niederdeutschen Haus ging Lauffer davon aus, dass diese überwiegend keinerlei Heizvorrichtung besaßen. So gaben Karl Schiller und August Lübben in ihrem Mittelniederdeutschen Wörterbuch an, dass „der Pesel heute ‚in den Bauernhäusern meist ohne alle Heizvorrichtung ist‘“ und gingen davon aus, dass der „Begriff der Heizbarkeit […] vielfach zurückgetreten“ sei, also seine Bedeutung verloren habe.
Die beheizte Stube vor allem an der Westküste Schleswig-Holsteins und im Süden Dänemarks verbreitete Bezeichnung für die Gute Stube, zum Beispiel des Geesthardenhauses und des Haubargs. Diese Formen des Bauernhofs sind vor allem in Südschleswig im nördlichen Schleswig-Holstein verbreitet, im nordfriesischen Bereich, auf den Inseln und auf den Halligen, findet sich das Geesthardenhaus auch als Uthlandfriesisches Haus. Der Pesel wurde nur zu besonderen Anlässen (Feste, Besuche) genutzt und daher gab es daneben noch die als täglichen Aufenthaltsraum genutzte Dönse. Im Gegensatz zur Dönse, die mit einem Bilegger beheizt werden konnte, galt der unbeheizte Pesel als „kalte Pracht“. Die ungeheizte meist große Stube in alten Bauernhäusern wurde unter anderem für Familienfeiern und Festtagen (Hochzeiten, Tauffeiern), aber auch zur Aufbahrung und Totenwache genutzt. In Dithmarschen bezeichnet der Pesel den am Hinterende des dithmarsischen Bauernhauses, dem Eingang der Grotdel, gegenüberliegende Saal, gewöhnlich ohne Ofen und mit einer Tür zum Garten, so dass eine Nutzung als „Sommerstube“ erfolgen kann.
Beispiele für Pesel befinden sich auf Hallig Hooge (Königspesel), im Heinrich-Sauermann-Haus auf dem Museumsberg Flensburg, im Dithmarscher Landesmuseum Meldorf, im Altonaer Museum, im Schleswig-Holsteinischen Freilichtmuseum bei Kiel und im Ostenfelder Bauernhaus in Husum.

Besuch auf der Hallig von Jacob Alberts
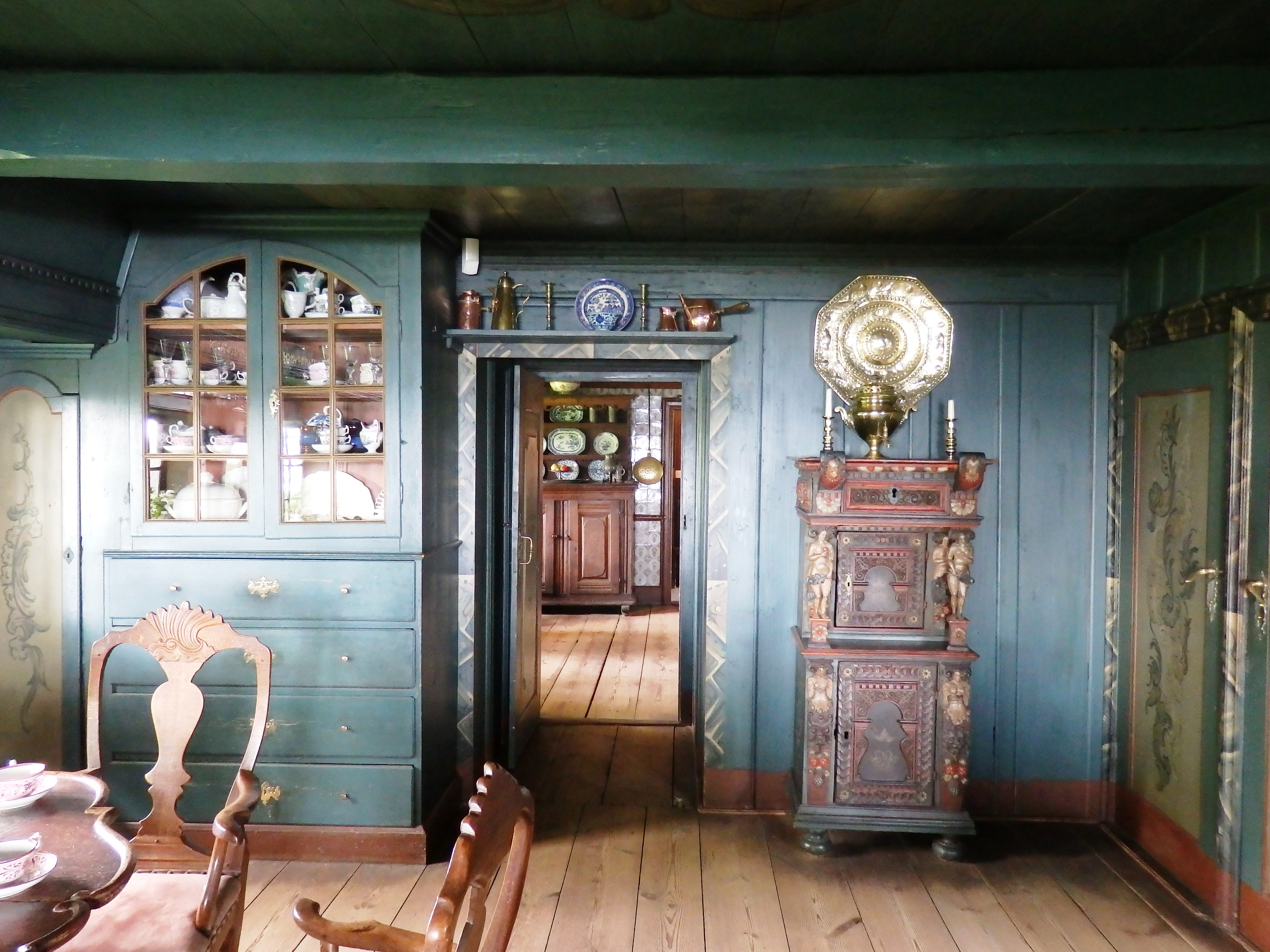
Pesel im Altfriesischen Haus in Keitum